# 舞姫 (吉田拓郎の曲)
「舞姫」（まいひめ）は、吉田拓郎が1978年6月10日にリリースした15枚目のシングル。発売元はフォーライフ・レコード（現・フォーライフミュージックエンタテイメント）。

## 概要
作詞家の松本隆と初めてタッグを組んだシングル。
カップリング曲の「隠恋慕」は、宇津井健主演の日本テレビ系ドラマ『たんぽぽ』（第5シリーズ）の主題歌。長らくアルバム未収録だったが、2011年に発売されたベスト・アルバム『ONLY YOU 〜since coming For Life〜 + Single Collection』にてはじめて収録された。

## 収録曲
- 全作詞:松本隆、作曲:吉田拓郎、編曲:松任谷正隆

Side:A
1. 舞姫（4分36秒）

Side:B
1. 隠恋慕（4分44秒）

## 収録ディスク

### アルバム
舞姫
- 『TAKURO TOUR 1979』(1979年)
- 『ONLY YOU 〜since coming For Life〜』(1981年)
- 『吉田拓郎ベスト60』(1985年)
- 『COMPLETE TAKURO TOUR 1979』(1990年)
- 『LIFE』(1996年)
  - Al Schmittによるリミックスが施されている。
- 『吉田拓郎 ベスト』(2001年)
- 『ONLY YOU 〜since coming For Life〜 + Single Collection』(2011年)

隠恋慕
- 『ONLY YOU 〜since coming For Life〜 + Single Collection』(2011年)